# Adonis microcarpa
Adonis microcarpa é uma espécie de planta com flor pertencente à família Ranunculaceae. 
A autoridade científica da espécie é DC., tendo sido publicada em 'Syst. Nat. [Candolle] 1: 222. 1817.

## Portugal
Trata-se de uma espécie presente no território português, nomeadamente em Portugal Continental e no Arquipélago da Madeira.
Em termos de naturalidade é nativa de Portugal Continental de introduzida no Arquipélago da Madeira.

## Protecção
Não se encontra protegida por legislação portuguesa ou da Comunidade Europeia.

## Ligações externas

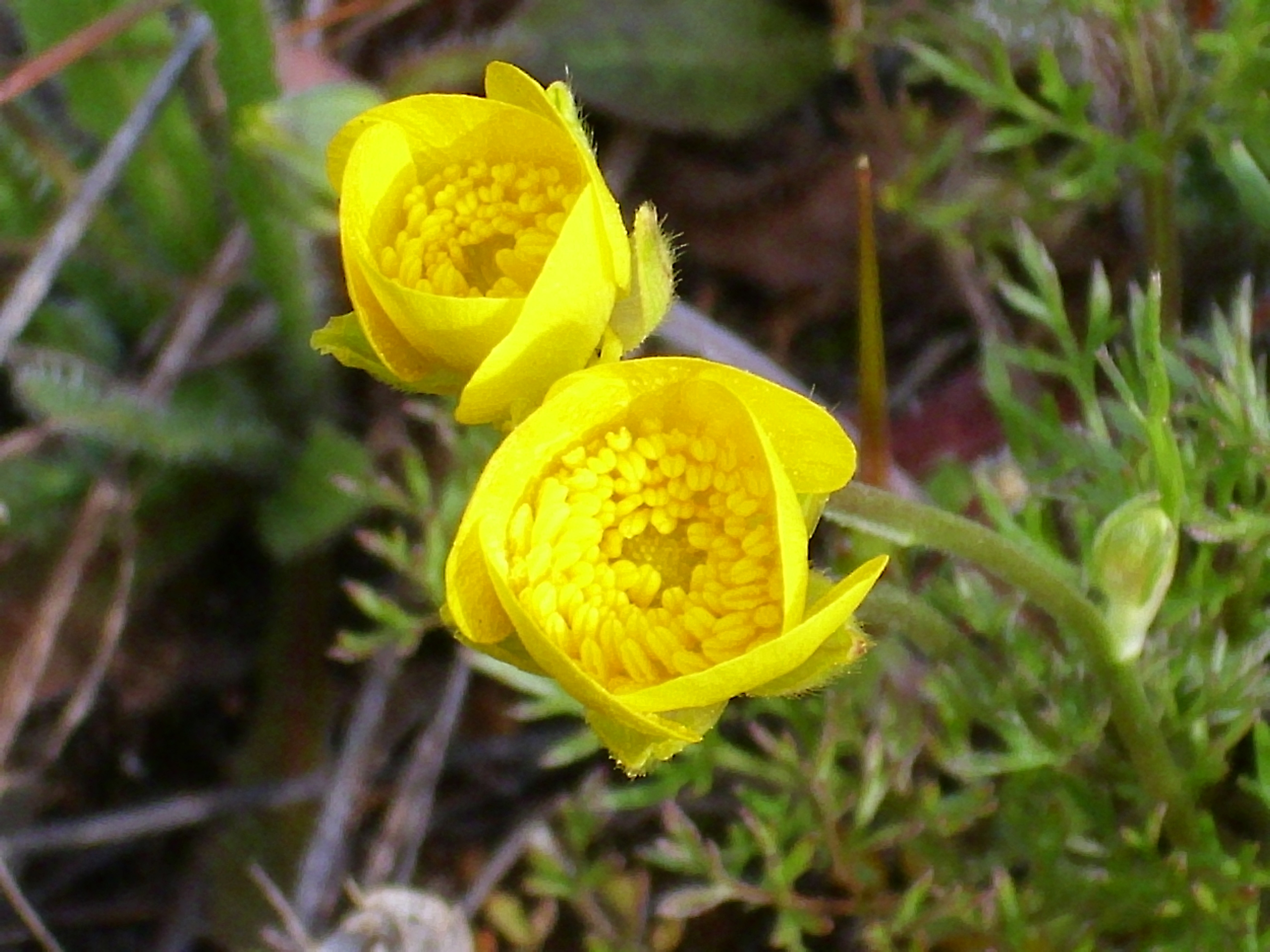
Adonis microcarpa amarela